# CCL3
CCL3 (synonym MIP1α) ist ein Zytokin aus der Familie der CC-Chemokine.

## Eigenschaften
CCL3 ist an Entzündungsprozessen beteiligt. Es bindet polymorphkernige Leukozyten durch Bindung der Rezeptoren CCR1, CCR4 und CCR5. CCL3 ist an der Pathogenese der Chromoblastomykose und der Abwehr von Infektionen mit HIV-1 beteiligt.